# وزن الوسط الفائق (فنون القتال المختلطة)
وزن الوسط الفائق (بالإنجليزية: super welterweight)‏ تقع هذه الفئة الوزنية في في الفنون القتالية المختلطة بين فئتي وزن الوسط والوزن المتوسط. وقد وافقت عليه رابطة لجان الملاكمة [الإنجليزية] في 26 يوليو 2017. وتم تحديد الحد الأقصى عند 175 رطل (79.4 كـغ).
في عام 2019، قامت منظمة اتحاد القتال الشجاع (برايف) التي تتخذ من البحرين مقراً لها بمراجعة فئة وزن الوسط الفائق ولقبه من 170 رطلاً إلى 175 رطلاً ووزن الوسط الفائق. كما قاموا بإعادة تسمية بطولة برايف سي إف للوزن المتوسط إلى بطولة برايف لوزن الوسط الفائق.